# Pyrmont, New South Wales
Pyrmont este o suburbie în Sydney, Australia.